# Iwan V. (Russland)

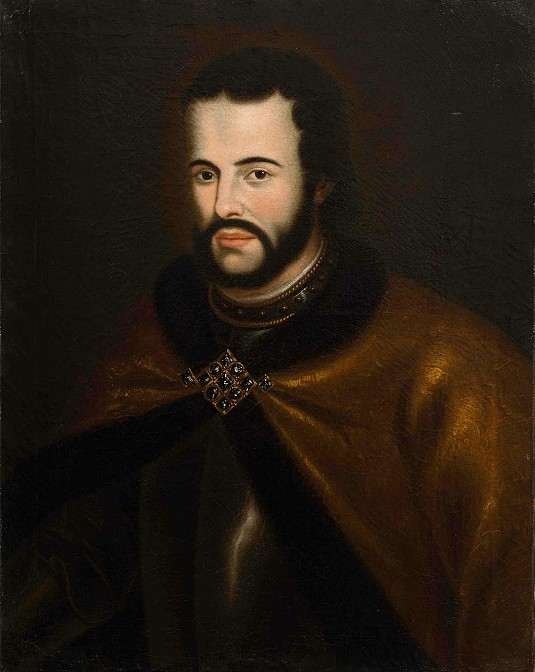
Iwan V. von Russland

Iwan V. (* 27. Augustjul. / 6. September 1666greg. in Moskau; † 29. Januarjul. / 8. Februar 1696greg. in Moskau) war, unter gleichzeitiger Regentschaft seiner Schwester Sofia, zusammen mit seinem jüngeren Halbbruder Peter I., von 1682 bis 1696 Zar von Russland. Iwan V. war der fünfte Sohn des Zaren Alexei I. von Russland und dessen erster Gemahlin Maria Miloslawskaja.

## Eine unsichere Thronfolge
Nach dem Tod seines älteren Bruders, des Zaren Fjodor III. wurde Iwan der offizielle Thronfolger. Da er als geistig minderbemittelt galt und eine schwache Gesundheit besaß, bestimmte die Bojarenduma auf Anraten des Patriarchen Ioakim jedoch seinen zehnjährigen Halbbruder Peter zum Mitregenten, somit kam es zu Thronstreitigkeiten. Die Ursache lag in den beiden Ehen seines Vaters, des Zaren Alexei I., denn die Familien seiner ersten Ehefrau Maria Miloslawskaja (Mutter von Iwan) und seiner zweiten Ehefrau Natalja Naryschkina (Mutter von Peter) kämpften mit allen Mitteln um die Thronfolge ihrer Nachkommen. Rechtlich stand der Inthronisation Iwans nichts im Wege, es gab kein Thronfolgegesetz, sondern das Gewohnheitsrecht der Thronfolge hätte angewandt werden können.

### Die Strelizen
Bereits um 1540 hatte die Strelitzengarde (Strelitzen, Strelzy = Schützen) ihre Zarentreue unter Beweis gestellt. Sie verstanden sich als eine Art Musketiere des Zaren. Sie waren aber auch in ihrer Vorgehensweise nicht gerade zimperlich und galten als Trunkenbolde und empfänglich für Bestechungsgelder.
Im Zuge der Thronauseinandersetzungen stellten sich die Strelitzen auf die Seite Sofias, der Schwester von Iwan V. Es begann eine brutale und blutige Säuberungsaktion, in den Maitagen 1682 wurden auf Befehl Sofias etwa 70 Familienangehörige der strittigen Parteien in einem Blutbad auf dem Roten Platz in Moskau durch die Strelitzen hingerichtet.

### Ein Kompromiss für die Thronfolge
Infolge des Aufstandes von Iwans Verwandten, insbesondere der Miloslawski-Anhänger, geführt von Iwans und Peters Schwester Sofia Alexejewna, gegen die Wahl von Peter, bestimmte die Bojarenduma Iwan zum ersten, Peter zum zweiten Zaren und Sofia zur Regentin. Iwan und Peter wurden gemeinsam am 25. Juni 1682 zu Zaren gekrönt. Politisch spielte Iwan auf Grund seiner Gesundheit nie eine Rolle; die Regierung oblag zunächst seiner Schwester Sofia, die zur Regentin eingesetzt worden war, und später seinem Bruder Peter, der in seiner Nachfolge stand.

## Nachkommen
Er heiratete 1684 Praskowija Saltykowa (1664–1723), mit der er fünf Töchter hatte:
- Maria (* 24. März 1689; † 14. Februar 1692)
- Feodossija (* 4. Juni 1690; † 12. Mai 1691)
- Katharina (* 30. Oktober 1691; † 14. Juni 1733) ⚭ 1716 Herzog Karl Leopold von Mecklenburg und wurde die Mutter von Anna Leopoldowna
- Anna I. (* 7. Februar 1693; † 28. Oktober 1740) ⚭ 1710 Herzog Friedrich-Wilhelm von Kurland (1692–1711), 1711–1730 Herzogin von Kurland, 1730–1740 Zarin von Russland
- Praskowja (* 24. September 1694; † 8. Oktober 1731)